# Аякс (Кальєта)
Ассосіасау Жувеніл Амігуш ді Кальєта або просто Аякс (Кальєта) (порт. Associação Juvenil Amigos de Calheta) — професіональний кабо-вердський футбольний клуб з міста Кальєта-ді-Сан-Мігел, на острові Сантьягу. У клубі діє футбольна та легкоатлетична секції.

## Статистика виступів у чемпіонатах
| Сезон   | Див | Міс | О  | Іг | В | Н | П | З.М. | П.М. | Р.М. |
| 2014-15 | 2   | 11  | 10 | 12 | 2 | 4 | 6 | 11   | 15   | -4   |